# Brewery Orchard Cemetery
Brewery Orchard Cemetery is een Britse militaire begraafplaats met gesneuvelden uit de Eerste- en Tweede Wereldoorlog, gelegen in de Franse plaats Bois-Grenier in het Noorderdepartement. De begraafplaats werd ontworpen door Herbert Baker en ligt in het noordoosten van het dorpscentrum. Ze heeft een L-vormig grondplan en wordt omsloten door een bakstenen muur afgedekt met witte dekstenen. In de zuidoostelijke hoek bevindt zich de toegang dat bestaat uit een enkelvoudig metalen hek tussen witte stenen zuiltjes. Centraal tegen de oostelijke muur staat het Cross of Sacrifice. De begraafplaats wordt onderhouden door de Commonwealth War Graves Commission. 
Er liggen 346 doden begraven.

## Geschiedenis
Bois-Grenier lag tijdens de oorlog dicht bij het front, maar bleef het grootste deel van de oorlog in geallieerde handen. De kelder van een brouwerij werd hier gebruikt als veldhospitaal en in een nabijgelegen boomgaard (Engels: orchard) werd in november 1914 gestart met de begraafplaats. Door de ruïnes van de huizen bleef het terrein buiten het gezichtsveld van de Duitsers en de begraafplaats bleef zo in gebruik tot begin 1918. 
Er liggen 195 Britten, 125 Australiërs, 13 Nieuw-Zeelanders en 5 Duitsers (waaronder 4 niet geïdentificeerde) uit de Eerste Wereldoorlog begraven. Tijdens de Tweede Wereldoorlog werden hier nog vier Britten begraven.

## Graven

### Onderscheiden militairen
- Osbert Harold Brown, kapitein bij het Suffolk Regiment werd onderscheiden met de Distinguished Service Order en het Military Cross (DSO, MC)
- compagnie sergeant-majoor William Alfred Bird, de korporaals F.J. Graham, Joseph Eyers en Thomas McKenna en pionier Arthur Norman Lake werden onderscheiden met de Military Medal (MM).

### Minderjarige militairen
- korporaal Charles Thomas Brown en soldaat Thomas Arthur Rabnott (beide dienend bij de Australian Infantry, A.I.F.) en soldaat Sidney John Duggins (Worcestershire Regiment) waren 17 jaar toen ze sneuvelden.

### Aliassen
Volgende militairen dienden onder een alias bij de Australian Infantry, A.I.F.:
- korporaal Charles Thomas Brown als C. Bennett
- korporaal Joseph Eyers als Joseph Flecknell
- soldaat Archibald Aitken als A.A. Miller.